# Gomila kod Grubina
Prapovijesna gomila kod sela Grubina, općina Podbablje, predstavlja zaštićeno kulturno dobro.

## Opis dobra
Datira iz 2000. pr. Kr. Veća grobna kamena gomila nalazi se na istaknutom položaju zapadno od sela Grubine a sjeverno od državne ceste Imotski-Split te južno od Lasića vrila u Šumetu. Radi se o prapovijesnom tumulu (gomili) promjera oko šesnaest metara te visine oko jedan metar. Na površini gomile vidljivi su grobovi, vjerojatno iz kasnosrednjovjekovnog razdoblja. Iako nisu provođena nikakva arheološka istraživanja, s obzirom na materijal pronađen na površini i u blizini tumula, ovu važnu i bogatu nekropolu moguće je datirati u brončano i željezno doba. Naime, u neposrednoj blizini tumula, nalazi se nekoliko brončanodobnih gradina: Zujića gradina, Brkića gradina, Gradina iznad Ajduka koje čine jedinstvenu fortifikacijsku cjelinu ovog područja, a sam tumul je u uskoj vezi sa životom na ovim gradinama.

## Zaštita
Pod oznakom P-5342 zavedena je kao nepokretno kulturno dobro - arheologija, pravna statusa preventivno zaštićena kulturnog dobra, klasificirano kao "kopnena arheološka zona/nalazište".